# L'última frontera
L'última frontera és una pel·lícula espanyola del 1992 dirigida per Manuel Cussó-Ferrer, on aprofita els darrers moments de la vida de Walter Benjamin per fer una reflexió sobre els refugiats. Fou rodada a Portbou. Fou subvencionada pel Ministeri de Cultura d'Espanya i tenia un pressupost de 90 milions de pessetes. Fou estrenada a París al juny de 1992 amb motiu del 1001 aniversari del naixement de Walter Benjamin. Ha estat doblada al català.

## Sinopsi
Un petit grup de persones que fugen del nazisme, entre les que s'hi troba el filòsof alemany d'origen jueu Walter Benjamin, la guia Lisa Fittko, i una mare amb un nen, segueixen una ruta forestal a través dels Pirineus Orientals els ha de permetre travessar la frontera franco-espanyola des de Banyuls de la Marenda (Catalunya del Nord) fins a Portbou. La seva intenció és anar a Barcelona per agafar un vaixell fins a Portugal i d'allí un altre cap a Amèrica. Tot i que ho aconsegueixen, Benjamin era assetjat per la Gestapo i va acabar suïcidant-se el 26 de setembre de 1940 davant el temor de ser repatriat.

## Repartiment
- Antonio Chamorro
- Quim Lecina... Walter Benjamin
- Blanca Martínez
- Francesca Neri... Asja Lācis
- Bozena Lasota ... el guia
- Klaus J. Gerke ... el narrador
- Rosa Raich ... Mme. Gurland
- Marcel Muntaner ... Samuel

## Guardons
Als XI Premis de Cinematografia de la Generalitat de Catalunya hi foren guardonats pel seu treball a la pel·lícula el músic Manuel Camp i al director de fotografia Llorenç Soler.